# 奥特罗特
奥特罗特（法語：Ottrott，法语发音：[ɔtʁɔt] （ⓘ））是法国下莱茵省的一个市镇，位于该省西南部，属于莫尔塞姆区。

## 地理
奥特罗特（48°27'28"N, 7°25'32"E）面积28.89 平方千米，位于法国大東部大區下莱茵省，该省份为法国大陆部分最东部的省份，是阿尔萨斯的一部分，今与上莱茵省组成了阿尔萨斯欧洲集体，其南至上莱茵省，西南接孚日省和默尔特-摩泽尔省，西接摩泽尔省，北与德国接壤。
与奥特罗特接壤的市镇（或旧市镇、城区）包括：奥贝奈、勒奥瓦尔德、巴尔、贝尔纳尔德斯维莱、伯尔什、格伦德尔布吕什、讷维莱尔拉罗什、圣纳博尔。
奥特罗特的时区为UTC+01:00、UTC+02:00（夏令时）。

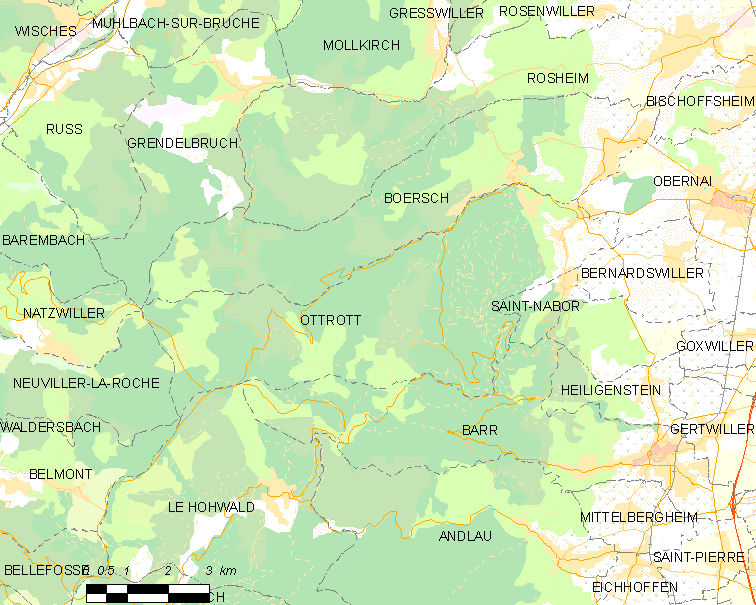
奥特罗特的OSM定位图

## 行政
奥特罗特的邮政编码为67530，INSEE市镇编码为67368。

## 政治
奥特罗特所属的省级选区为莫尔塞姆县。

## 人口

1962-2008年间奥特罗特人口变化图示

奥特罗特于2022年1月1日时的人口数量为1594人。